# Lygesis cylindricollis
Lygesis cylindricollis är en skalbaggsart som först beskrevs av Francis Polkinghorne Pascoe 1859.  Lygesis cylindricollis ingår i släktet Lygesis och familjen långhorningar. Inga underarter finns listade i Catalogue of Life.